# Louis-François Cassas
Louis-François Cassas, född 3 juni 1756 och död 1 november 1827, var en fransk landskaps- och arkitekturtecknare.
Cassas tecknade en serie dokumentariskt värdefulla vyer från Grekland, Sicilien och Rom. Cassas är representerad vid bland annat Nationalmuseum.